# 巴伐利亚的伊萨博

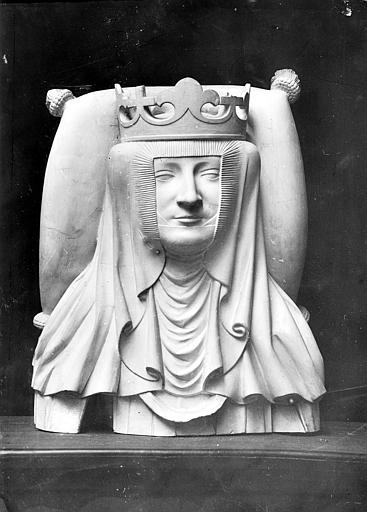
查理六世和伊萨博的墓(细节)

巴伐利亚的伊萨博（1371年—1435年9月24日），是维特尔斯巴赫王朝的公主，1385年至1422年为法国国王查理六世的王后。查理七世的母亲。

## 家庭出身
伊萨博于1371年出生于慕尼黑，她是巴伐利亚-因戈尔施塔特公爵斯特凡三世与其首任夫人的女儿。哥哥為巴伐利亚公爵路易七世（1368–1447）。
她的祖父是斯特凡二世公爵，祖母是西西里國王腓特烈三世的女儿西西里的伊丽莎白。她的曾祖母是那不勒斯国王查理二世的女儿。她的外公是米兰僭主贝纳博·维斯孔蒂。
1385年7月17日伊萨博在亞眠与法国国王查理六世结婚，成为法国王后。

## 法国王后

### 初期

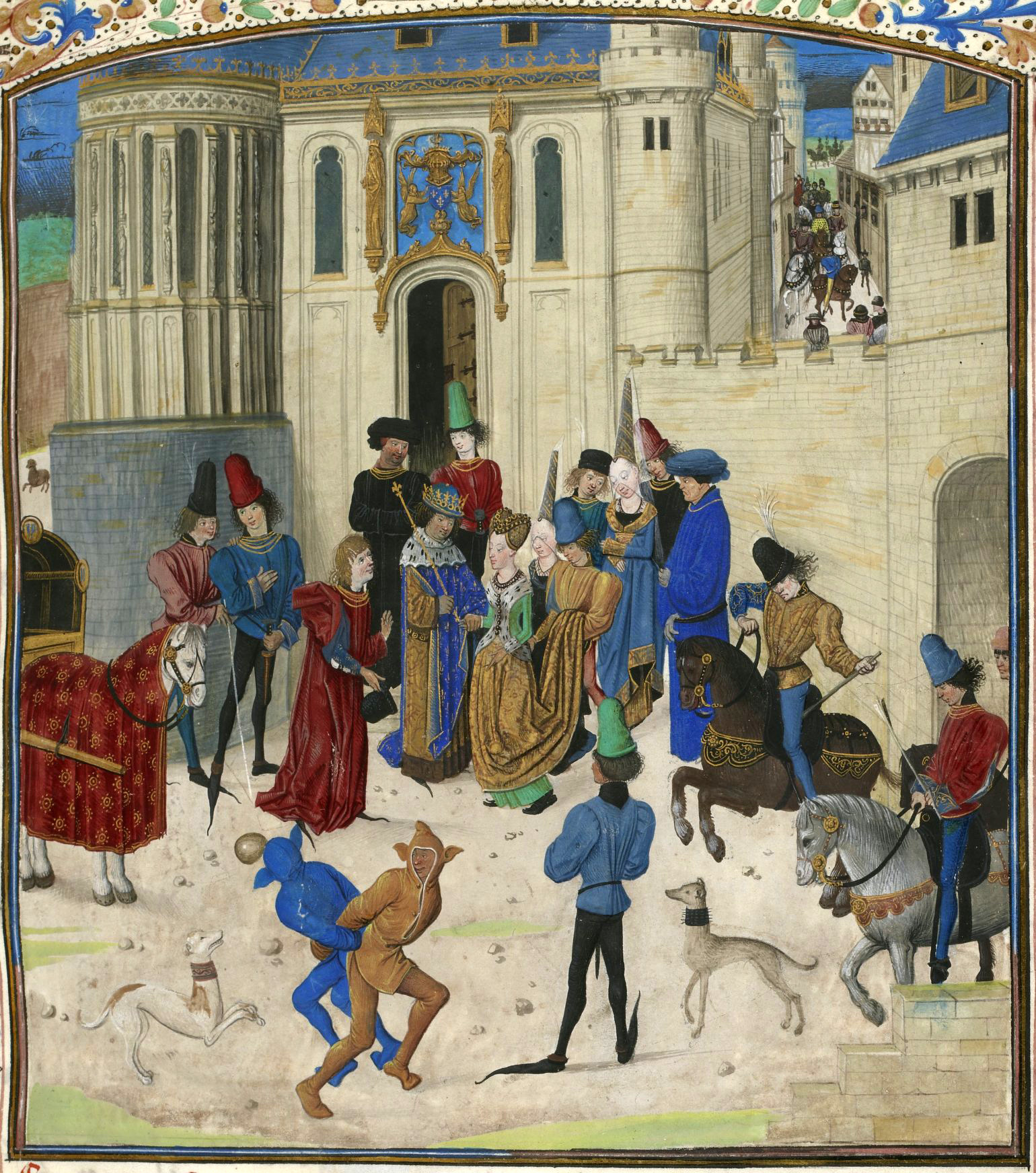
伊萨博到达巴黎

查理六世在12岁时就继他的父亲查理五世登上了法国王座。
由于他还没有成年，因此他的三个叔叔执政：安茹公爵路易一世、貝瑞公爵約翰和勃艮第公爵菲利普二世。但是由于这三名公爵互相之间明争暗斗，因此他们的共同执政对于法国来说非常不利。他们互相抵制的、各顾自己的政策为整个国家带来了巨大的不稳定。
同时从1337年开始法国和英格兰之间还爆发了百年战争。虽然查理六世的父亲查理五世在死前把几乎所有英格兰占领的地方又重新攻克下来了，并与英格兰签署了《布莱特尼条约》停火，但是为了招兵买马查理五世对老百姓加上了极高的税收，而且正好在这些年裡法国还面临着非常严重的饥荒。
1388年查理六世亲政，这是法英两国之间的战事又爆发。查理试图当一名好国王，他使用他父亲的参谋和顾问，但是他本人做决定的时候非常冲动，而且反复无常，容易被别人影响。
在这段时间裡伊萨博基本上不介入政治，她享受法国王后的地位和这个地位带来的奢侈。在人民承受饥饿的时候她的豪华生活方式带来了许多不满。

### 奥尔良派与勃艮第派之间的争斗
1392年查理六世的精神病日益明显。一年后他被认定为无法执政。伊萨博被任命为大执政，原来的那三名执政也复任。
上一次执政时期中的各种恶相在这时又重现了。而且由于伊萨博的奢侈生活更加恶劣，她还不断提高税收。
同时查理的弟弟奥尔良公爵路易一世提出对王位的要求。因此从1400年开始在法国宫廷裡出现了两个派别：奥尔良派支持路易当国王，而执政会议则希望勃艮第家族上台。
双方无法达成协议。1407年奥尔良公爵遇刺身亡使得这场冲突达到第一个高潮。阴谋的幕后是新一任勃艮第公爵约翰，但是因为王后伊萨博的支持，没有人能够惩办他。伊萨博在这段时间里因为丈夫查理六世的病情恶化而获得了更大的权力。
尽管奥尔良被谋杀了，但是两派之间的争端仍然没有得到解决。奥尔良的儿子查理继续要求王位。由于此派中阿馬尼亞克伯爵伯尔纳七世的影响最大，很快就改名为阿馬尼亞克，以强调阿馬尼亞克对奥尔良的衷心。
1410年，法国全境爆发了阿馬尼亞克派-勃艮第派內戰。1413年阿馬尼亞克派占上风。
整个法国王家被带到巴黎。伊萨博被要求进修道院来反悔她奢侈淫荡的生活。但是伊萨博顽固反抗，不肯当修女。她因此被紧密看押在巴黎。这是在她一生中首次不能对查理六世施加直接影响。
1415年英格兰国王亨利五世宣布法国违反《布莱特尼条约》，因此该条约无效。亨利要求所有法国省份都应该归英格兰管辖。由于法国内战使它國力大衰，因此亨利这个時機选得非常好。1415年8月英军开入法国。
奥尔良公爵查理聚集了所有效忠于他的骑士和贵族抵挡英格兰人。1415年10月25日双方在阿金库尔战役中爆发决战。英军以少胜多，大多数参战法国贵族阵亡或者被俘处死。
这次战役使得本来就已经被削弱的法国丧失了其行政、管理国家的大多数贵族。查理虽然一时身免，但是仍被英格兰人俘虏带出法国。这样一来阿馬尼亞克派就丧失了他们最重要的领导人。勃艮第党觉得这是东山再起的机会，因此与英格兰联盟对抗法国。
最初瓦卢瓦王家和伊萨博所待的巴黎没有受到战火的影响，但是家裡的两名长子均早夭。因此1417年幼子，后来的查理七世被授予法国王太子的称号。

### 政治影响

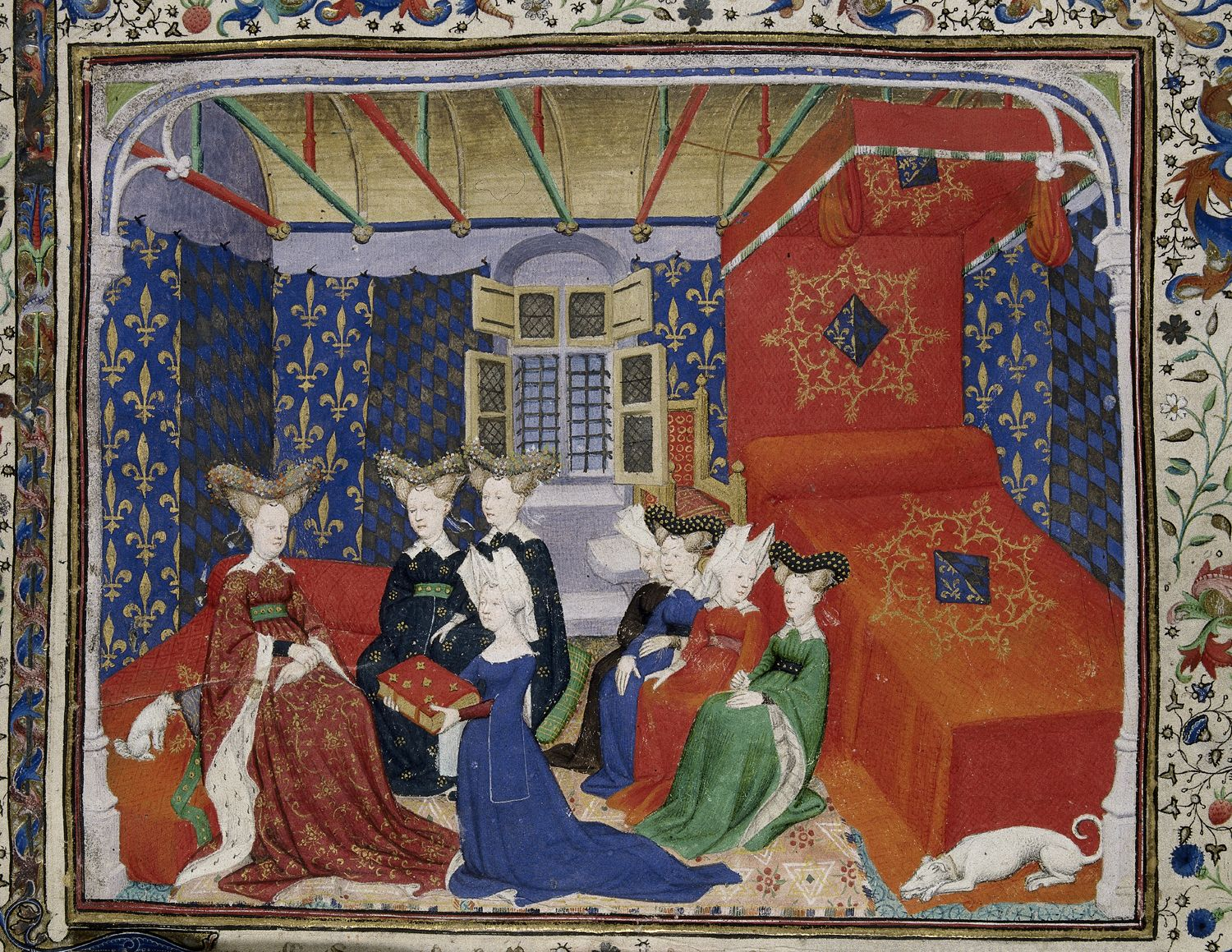
克里斯蒂娜·德·皮桑向伊萨博介绍她的书

伊萨博依然与勃艮第的约翰联盟，也试图阻止自己的儿子当国王。母子两人的关系一向不好，当时14岁的王太子几乎每天都指责自己的母亲生活放荡不羁。最后查理七世下令把自己的母亲从宫廷放逐到图尔，继续严加看管。
1418年勃艮第党人攻入巴黎，对阿馬尼亞克黨人进行大屠杀。查理六世没有遇害，但是他的儿子王太子查理七世在最后关头才得以逃出巴黎，逃往图尔。
约翰把伊萨博放出来，让她重返巴黎，好让她继续影响查理六世。
1419年查理七世令人刺杀约翰。约翰的儿子菲利普三世成为勃艮第公爵。但是菲利普不想当法国国王，他争取的是一个自由和独立的勃艮第。

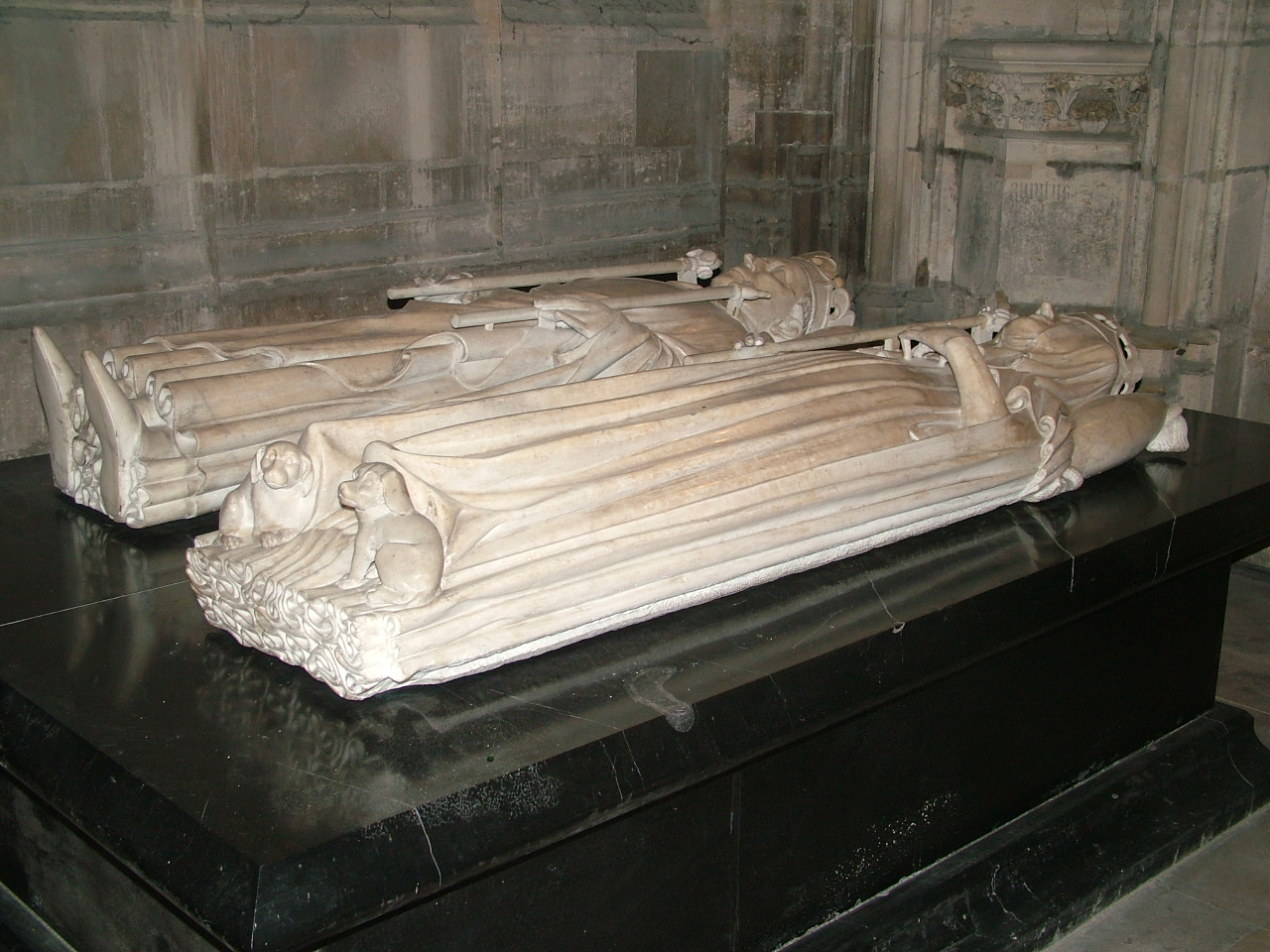
查理六世和伊萨博的墓

1420年伊萨博宣扬说查理七世不能登上法国王位因为他不是查理六世的合法儿子。由于她的丈夫神志不清，因此无法控告她，而作为勃艮第的同盟者没有人敢告她，因此她大胆地宣布她自己的儿子是个私生子。这样一来母子两人之间的争执更加激化，伊萨博正式否认自己的儿子的合法王权。此外她还逼迫她的丈夫查理六世签署《特魯瓦條約》。
1420年5月21日查理六世与亨利五世签署了《特魯瓦條約》。根据这个条约亨利五世拥有继承法国王位的权利。为了保障这个权力查理的女儿瓦卢瓦的凯瑟琳嫁给亨利。
但是1422年亨利五世就死了，两个月后查理六世也去世。伊萨博没有联盟者，怕阿馬尼亞克黨的报复，逃到勃艮第避难去了。1435年9月她在那裡逝世。

## 子女
伊萨博与查理六世有12个孩子：
- 查理（出生和逝世于1386年），第一位王太子。
- 讓娜（1388年至1390年），早逝。
- 伊萨贝尔（1389年至1409年）与英格兰国王理查二世结婚，1406年與奧爾良公爵查理再婚。
- 讓娜（英语：Joan of France, Duchess of Brittany）（1391年至1433年），與布列塔尼公爵约翰五世结婚。
- 查理（1392年至1401年），第二位王太子。出生後便與勃艮第的瑪格麗特（英语：Margaret of Nevers）訂婚。
- 瑪莉（英语：Marie of Valois, Prioress of Poissy）（1393年至1438年），修女
- 蜜雪兒（英语：Michelle of Valois）（1395年至1415年），與勃艮第公爵好人菲利普結婚。
- 路易（英语：Louis, Duke of Guyenne）（1396年至1422年），第三位王太子，與勃艮第的瑪格麗特（英语：Margaret of Nevers）結婚
- 讓（英语：John, Duke of Touraine）（1398年至1417年），第四位王太子，與埃諾女伯爵賈桂琳结婚
- 卡塔利娜（1401年至1438年），与英格兰国王亨利五世结婚，在英格蘭被稱為瓦盧瓦的凱瑟琳。
- 查理（1403年至1461年），以查理七世成为法蘭西國王。
- 菲利普（1407年出生和逝世）